# Radio Habana Cuba
Radio Habana Cuba o RHC è il servizio radiofonico per l'estero dell'Instituto Cubano de Radio y Televisión, l'ente radiotelevisivo governativo di Cuba.

## Storia
L'avvio dell'emittente fu annunciato da Fidel Castro il 16 aprile 1961, dopo l'attacco aereo che precedette l'invasione di Cuba della brigata 2506 organizzata dalla CIA su ordine del governo degli Stati Uniti.
Il nome "Radio Habana Cuba" fu utilizzato per la prima volta il 1º maggio 1961, in occasione della trasmissione dell'Atto di trionfo di Cuba contro l'invasione della Baia dei Porci, che si tenne nella Piazza della Rivoluzione della capitale cubana.
Gli strumenti di trasmissione di Radio Habana Cuba furono acquistati dal governo cubano in Svizzera dall'azienda Brown Boveri e consistevano in due trasmittenti da 10 kW e 100 kW e da vari sistemi di antenne.
La stazione di trasmissione è ubicata nelle vicinanze della città di Bauta, in mezzo alla laguna di Ariguananbo, furono installate linee telefoniche e di alta frequenza con gli studi dell'emittente Radio Progreso Cadena Nacional, che furono utilizzati fino a che non vennero costruiti gli studi propri di Radio Habana Cuba nel medesimo edificio ubicato nel centro di L'Avana.

## Presente
Nella stagione radiofonica invernale 2015 Radio Habana Cuba trasmetteva in otto lingue: spagnolo, inglese, francese, portoghese, quechua, creolo haitiano, arabo ed esperanto.
La programmazione viene diffusa in modulazione d'ampiezza su onde corte, via satellite e via internet.
L'emittente trasmette notizie, informazioni e relazioni su Cuba e il suo sviluppo, considerando comunque anche l'America Latina e il resto del mondo. Radio Habana Cuba dispone di un archivio sonoro di musica cubana di straordinario valore e diffonde musica tradizionale e moderna.
Il segnale d'intervallo, che viene emesso all'inizio e alla fine delle trasmissioni consiste nelle prime battute della "Marcia del Movimento 26 luglio". Le trasmissioni iniziano ufficialmente e terminano con l'Inno nazionale.